# Musikåret 1911

## Händelser
- 26 januari – Richard Strauss opera Rosenkavaljeren har urpremiär i Dresden, Tyskland.[1]
- 3 april – Jean Sibelius Symfoni nr 4 uruppförs i Helsingfors av Helsingfors filharmoniska sällskap under ledning av tonsättaren.

### Okänt datum
- Sigrid Arnoldson blir utnämnd till hovsångerska.
- De första på skiva dokumenterade exemplen på scatsång spelas in av Gene Greene och Al Jolson.

## Årets singlar & hitlåtar
Vänligen sortera soloartister på efternamn, musikgrupper på förstabokstaven (utan engelskans "The" och "A")
- Theodor Larsson – Josefin[2]

## Födda
- 30 januari – Roy Eldridge, amerikansk jazzmusiker.
- 2 februari – Jussi Björling, svensk opera- och konsertsångare.
- 3 februari – Jehan Alain, fransk organist och kompositör.
- 8 mars – Alan Hovhaness, amerikansk-armenisk tonsättare.
- 15 mars – Rune Ellboj, svensk kapellmästare, musiker (altsaxofon).
- 31 mars – Dorcas Norre, svensk tonsättare och pianist.
- 2 april – Zilas Görling, svensk jazzmusiker (tenorsaxofon) och kompositör.
- 21 april – Leonard Warren, amerikansk operasångare (baryton).
- 8 maj – Robert Johnson, amerikansk bluessångare och gitarrist.
- 11 maj – Big Joe Turner, amerikansk blues- och R&B-sångare.
- 16 maj – Hugo Hasslo, svensk operasångare (baryton).
- 7 juni – Gustaf Hedberg, svensk skådespelare, sångare och producent.
- 7 juli – Charles Redland, svensk kompositör, kapellmästare och musiker.
- 12 juli – Saga Sjöberg, svensk skådespelare och sångare.
- 26 juli – Bernhard Sönnerstedt, svensk teaterledare och operasångare (basbaryton).
- 7 augusti – Dagmar Zeeh, svensk sångare.
- 19 september – Allan Pettersson, svensk tonsättare.
- 26 oktober – Mahalia Jackson, amerikansk gospelsångare.
- 3 november – William Lind, svensk kapellmästare, musikarrangör och kompositör.
- 12 november – Conny Söderström, svensk operasångare (tenor).
- 22 november – Albert Harris, polsk kompositör och schlagersångare.
- 24 november – Erik Bergman, finländsk tonsättare.
- 3 december – Nino Rota, italiensk kompositör.
- 14 december – Spike Jones, amerikansk musiker.
- 15 december – Stan Kenton, amerikansk orkesterledare.
- 16 december – Gudrun Moberg, svensk skådespelare och sångare.
- 29 december – Roland Levin, svensk schlagertextförfattare och tandläkare.

## Avlidna
- 22 mars – Theodor Kjellander, 52, svensk tonsättare och musiklärare.
- 10 april – Mikalojus Konstantinas Čiurlionis, 35, litauisk konstnär och kompositör.
- 18 maj – Gustav Mahler, 50, österrikisk tonsättare och dirigent.
- 29 maj – William S. Gilbert, 74, brittisk operettförfattare.
- 14 juni – Johan Svendsen, 70, norsk tonsättare och violinist.
- 14 november – Bror Adolf Beckman, 79, svensk tonsättare och musiklärare.

### Fotnoter
1. ↑  ”San Diego Opera”. Arkiverad från originalet den 4 juni 2011. https://web.archive.org/web/20110604034742/http://sdopera.com/Operapaedia/DerRosenkavalier. Läst 23 mars 2011.
2. ↑  ”Svensk mediedatabas”. http://smdb.kb.se/catalog/id/002038241. Läst 22 mars 2011.